# Đảng Tự do Áo
Đảng Tự do Áo  (tiếng Đức: Freiheitliche Partei Österreichs, FPÖ) là một đảng bảo thủ dân tộc dân túy cánh hữu, ở Áo. Đảng này, do Heinz-Christian Strache lãnh đạo từ tháng 4 năm 2005 đến tháng 5 năm 2019, là thành viên của nhóm Tự do và Quốc gia Châu Âu trong Nghị viện Châu Âu, cũng như Phong trào vì một Châu Âu của các Quốc gia và Tự do.
FP được thành lập vào năm 1956 với tư cách là đảng kế thừa Liên đoàn Độc lập (VdU) tồn tại trong thời gian ngắn, đại diện cho "Trại thứ ba" của chính trị Áo, ủng hộ chủ nghĩa Đức và tự do dân tộc đối lập với cả chủ nghĩa xã hội và giáo sĩ Công giáo. Nhà lãnh đạo đầu tiên của đảng là Anton Reinthaller, cựu sĩ quan SS và chức vụ của Đức Quốc xã. FP, một bên thứ ba với sự hỗ trợ khiêm tốn, đã được kết nạp vào Quốc tế Tự do (LI) năm 1979 và tham gia vào một chính phủ do Đảng Dân chủ Xã hội (SPÖ) lãnh đạo, sau cuộc bầu cử lập pháp năm 1983.
Khi Jörg Haider được bầu làm lãnh đạo mới của FPÖ vào năm 1986, đảng đã bắt đầu một bước ngoặt ý thức hệ đối với chủ nghĩa dân túy cánh hữu. Khóa học chính trị mới này sớm dẫn đến sự gia tăng mạnh mẽ trong hỗ trợ bầu cử, mặc dù nó cũng khiến SPÖ phá vỡ quan hệ. Năm 1993, sau một đề xuất gây tranh cãi về vấn đề nhập cư, các tín đồ của một vị trí gần với chủ nghĩa tự do cổ điển đã tách ra khỏi FPÖ và thành lập Diễn đàn Tự do (LiF), tiếp quản tư cách thành viên của FPÖ trong LI (vì FP coi mình bị ép buộc rời đi) và cuối cùng sẽ hợp nhất vào NEOS. Trong số những thứ khác, đảng ủng hộ việc hợp nhất Nam Tyrol (Ý) với Tyrol (Áo) và do đó, phong trào ly khai Nam Tyrol, trong đó đáng chú ý là đảng chị em Nam Tyrol Die Freiheitlichen.
Trong cuộc bầu cử lập pháp năm 1999, FPÖ đứng thứ hai và giành được 26,9% phiếu bầu, kết quả tốt nhất từ trước đến nay trong cuộc bầu cử toàn quốc, và lần đầu tiên đã đi trước Đảng Nhân dân Áo (VP) với tỷ lệ nhỏ. Cuối cùng, FPÖ đã đạt được thỏa thuận liên minh với VP năm 2000, nhưng đã nhượng lại chức vụ thủ tướng cho ÖVP để xoa dịu dư luận quốc tế. FP sớm trở nên khó chịu với sự điều hành và giảm mạnh trong cuộc bầu cử lập pháp năm 2002, trong đó nó chỉ giành được 10,0% phiếu bầu; tuy nhiên, hai đảng đã đồng ý tiếp tục liên minh sau cuộc bầu cử. Vào năm 2005, những bất đồng nội bộ ngày càng tăng trong FP đã khiến Haider và một số thành viên hàng đầu (bao gồm tất cả các bộ trưởng của đảng) đào thoát và thành lập Liên minh vì tương lai của Áo (BZÖ), thay thế cho FPÖ làm đối tác chính phủ.
Dưới sự lãnh đạo của Strache (2005 2015-2019), đảng dần dần giành lại và tăng sự ủng hộ phổ biến. Trong cuộc bầu cử lập pháp năm 2013, FPÖ đã giành được 20,5% phiếu bầu và gần đây, nó đã đi trước cả SP hoặc ÖVP trong một số cuộc bầu cử tiểu bang, tham gia vào một chính phủ do SP lãnh đạo ở Burgenland và đã giành được hơn 30% bỏ phiếu tại Vienna. Cuối cùng, trong cuộc bầu cử tổng thống năm 2016, thành viên của FPÖ, Norbert Hofer đã giành chiến thắng trong vòng đầu tiên, nhận được 35,1%, nhưng đã bị đánh bại bởi ứng cử viên của The Greens 'ứng cử viên Alexander Van der Bellen, 53,8% so với 46,2%, trong lần chạy cuối cùng (một lần chạy trước đó đã bị vô hiệu).
Trong cuộc bầu cử lập pháp toàn quốc vào tháng 10 năm 2017, FPÖ đã giành được 26% phiếu bầu, vị trí thứ ba hẹp và gia nhập chính phủ liên minh với tư cách là một đối tác cơ sở, với lãnh đạo ÖVP, Sebastian Kurz, làm Thủ tướng. Vụ Ibiza nổ ra vào ngày 17 tháng 5 năm 2019 đã khiến Strache phải từ chức vào ngày hôm sau với tư cách là Phó hiệu trưởng và lãnh đạo đảng,, từ đó có thể dẫn đến sự sụp đổ của liên minh với ÖVP, và các cuộc bầu cử mới sau đó vào cuối năm 2019. Vụ bê bối được kích hoạt bởi video về cuộc họp tháng 7 năm 2017 tại Ibiza, Tây Ban Nha, được xuất bản vào ngày 17 tháng 5 năm 2019, dường như cho thấy Strache và Gudenus thảo luận về các hoạt động chính trị ngầm. Trong video, cả hai chính trị gia đều tỏ ra dễ chấp nhận đề xuất của một người phụ nữ đóng giả là cháu gái của một đầu sỏ Nga, thảo luận về việc cung cấp tin tức tích cực của FP để đổi lấy hợp đồng kinh doanh. Strache và Gudenus cũng bóng gió về các hoạt động chính trị tham nhũng liên quan đến các nhà tài trợ giàu có khác cho FP ở nơi khác. Video cho thấy ý định của đảng nhằm đàn áp tự do báo chí ở Áo và thay thế nó bằng một phương tiện tuân thủ, với mục đích biến báo lá cải lưu thông lớn nhất của đất nước, Kronen Zeitung, thành cơ quan ngôn luận của FPÖ; các nhà khoa học chính trị trước đây đã lên tiếng về ý kiến cho rằng FP dưới Strache đã có được những đặc điểm "độc đoán".

## Lãnh đạo đảng
- Anton Reinthaller (1956–1958)
- Friedrich Peter (1958–1978)
- Alexander Götz (1978–1979) was
- Norbert Steger (1979–1986)
- Jörg Haider (1986–2000)
- Susanne Riess-Passer (2000–2002)
- Mathias Reichold (2002)
- Herbert Haupt (2002–2004)
- Ursula Haubner (2004–2005)
- Heinz-Christian Strache (2005–2019)
- Norbert Hofer (2019–)